# Заводопетровское сельское поселение
Заводопетровское сельское поселение — муниципальное образование в Ялуторовском районе Тюменской области.
Административный центр — село Заводопетровское.

## Состав поселения
В состав сельского поселения входят:
- с. Заводопетровское